# Conuropsis carolinensis

La cotorra de Carolina (Conuropsis carolinensis) es una especie extinta de ave psitaciforme de la familia Psittacidae. Era la única especie del género Conuropsis y la única especie de loro autóctono de América del Norte al este del Misisipi. Sus últimas poblaciones desaparecieron a principios del siglo XX.  

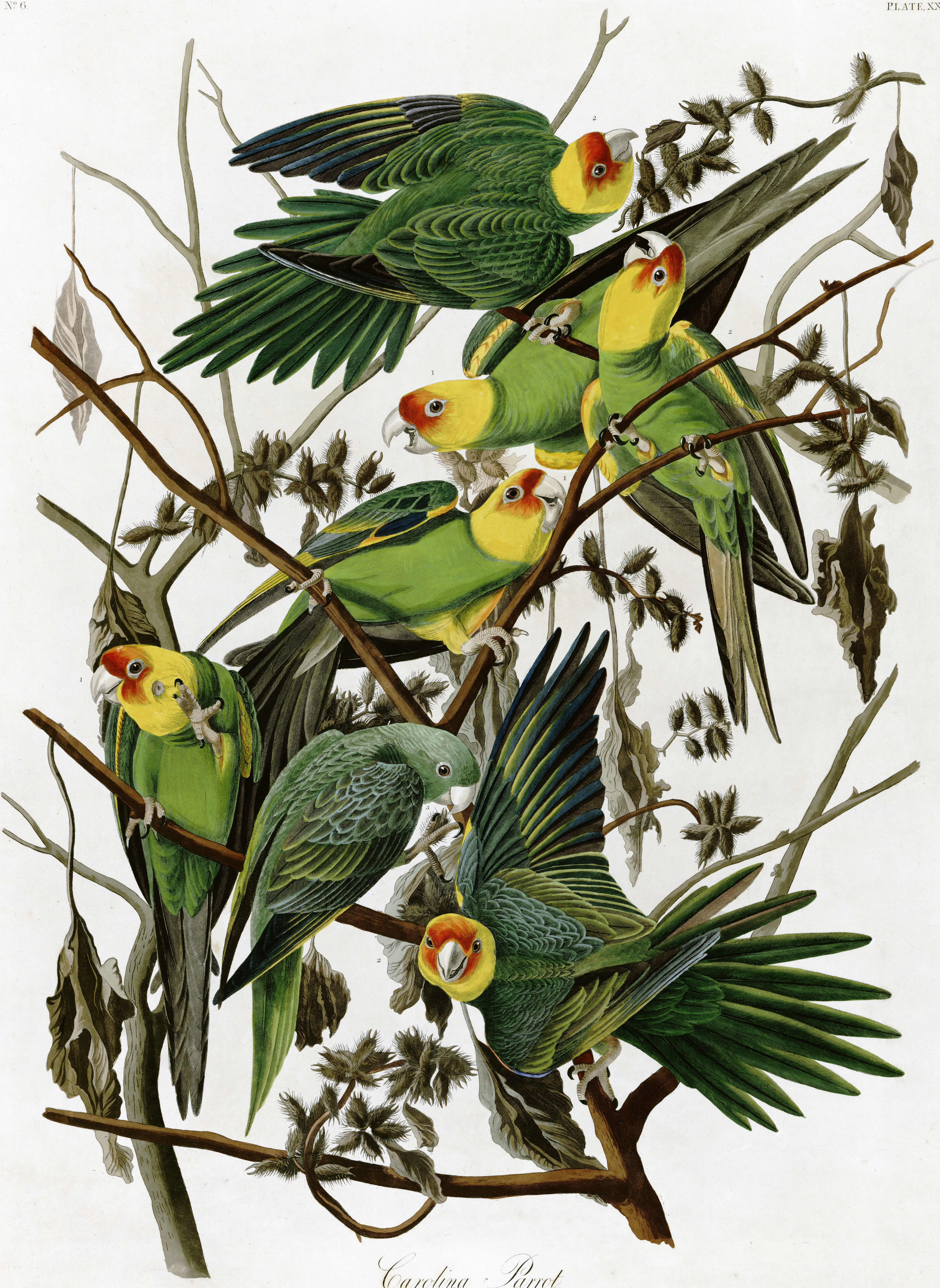
ilustración de John James Audubon

El último espécimen en estado salvaje fue abatido en el condado de Okeechobee, Florida, en 1904, y el último en cautiverio llamado Incas. Incas murió en el Jardín botánico y zoo de Cincinnati el 21 de febrero de 1918. y en la misma jaula donde murió Martha, la última paloma migratoria.

## Taxonomía y filogenia
El siguiente cladograma muestra la ubicación de C. carolinensis con respecto a sus parientes más cercanos luego de una estudio de ADN Kirchman y colaboradores del 2012:

|  | Primolius |
|  |           |

|  | Ara macao         |
|  |                   |
|  | Ara glaucogularis |
|  |                   |

|  | Primolius |
|  |           |

|  | Ara macao         |
|  |                   |
|  | Ara glaucogularis |
|  |                   |

|  | Primolius |
|  |           |

|  | Ara macao         |
|  |                   |
|  | Ara glaucogularis |
|  |                   |

|  | Primolius |
|  |           |

|  | Ara macao         |
|  |                   |
|  | Ara glaucogularis |
|  |                   |

|  | Primolius |
|  |           |

|  | Ara macao         |
|  |                   |
|  | Ara glaucogularis |
|  |                   |

|  | Primolius |
|  |           |

|  | Ara macao         |
|  |                   |
|  | Ara glaucogularis |
|  |                   |

|  | Primolius |
|  |           |

|  | Ara macao         |
|  |                   |
|  | Ara glaucogularis |
|  |                   |

|  | Primolius |
|  |           |

|  | Ara macao         |
|  |                   |
|  | Ara glaucogularis |
|  |                   |

|  | Conuropsis carolinensis |
|  |                         |

|  | Aratinga nenday |
|  |                 |

|  | Aratinga solstitialis |
|  |                       |
|  | Aratinga auricapillus |
|  |                       |

|  | Aratinga nenday |
|  |                 |

|  | Aratinga solstitialis |
|  |                       |
|  | Aratinga auricapillus |
|  |                       |

|  | Conuropsis carolinensis |
|  |                         |

|  | Aratinga nenday |
|  |                 |

|  | Aratinga solstitialis |
|  |                       |
|  | Aratinga auricapillus |
|  |                       |

|  | Aratinga nenday |
|  |                 |

|  | Aratinga solstitialis |
|  |                       |
|  | Aratinga auricapillus |
|  |                       |

|  | Primolius |
|  |           |

|  | Ara macao         |
|  |                   |
|  | Ara glaucogularis |
|  |                   |

|  | Primolius |
|  |           |

|  | Ara macao         |
|  |                   |
|  | Ara glaucogularis |
|  |                   |

|  | Primolius |
|  |           |

|  | Ara macao         |
|  |                   |
|  | Ara glaucogularis |
|  |                   |

|  | Primolius |
|  |           |

|  | Ara macao         |
|  |                   |
|  | Ara glaucogularis |
|  |                   |

|  | Primolius |
|  |           |

|  | Ara macao         |
|  |                   |
|  | Ara glaucogularis |
|  |                   |

|  | Primolius |
|  |           |

|  | Ara macao         |
|  |                   |
|  | Ara glaucogularis |
|  |                   |

|  | Primolius |
|  |           |

|  | Ara macao         |
|  |                   |
|  | Ara glaucogularis |
|  |                   |

|  | Primolius |
|  |           |

|  | Ara macao         |
|  |                   |
|  | Ara glaucogularis |
|  |                   |

|  | Conuropsis carolinensis |
|  |                         |

|  | Aratinga nenday |
|  |                 |

|  | Aratinga solstitialis |
|  |                       |
|  | Aratinga auricapillus |
|  |                       |

|  | Aratinga nenday |
|  |                 |

|  | Aratinga solstitialis |
|  |                       |
|  | Aratinga auricapillus |
|  |                       |

|  | Conuropsis carolinensis |
|  |                         |

|  | Aratinga nenday |
|  |                 |

|  | Aratinga solstitialis |
|  |                       |
|  | Aratinga auricapillus |
|  |                       |

|  | Aratinga nenday |
|  |                 |

|  | Aratinga solstitialis |
|  |                       |
|  | Aratinga auricapillus |
|  |                       |

### Subespecies
- C. c. carolinensis, subespecie nominada que habitaba desde Virginia hasta Florida, los montes Apalaches apartaban a esta ave del este, es una subespecie poco conocida, ya que se parecía mucho a la especie, pero el color verde y azul más claro, o a veces más oscuro.
- C. c. ludovicianus, subespecie de Luisiana que habitaba a lo largo de la desembocadura Misisipi-Misuri, era ligeramente igual de color que la subespecie nominada, siendo algo más verde azulado y generalmente de una coloración algo tenue, también se extinguió pero en una fecha más anterior, probablemente por 1910, fecha de último avistamiento en la naturaleza.

## Causas de extinción
La cotorra de las Carolinas se extinguió a causa de una serie de diferentes amenazas.
- Deforestación: grandes extensiones de bosques fueron talados para dar paso a más tierras agrícolas.
- Caza: Sus plumas de colores se utilizaron masivamente como decoración en sombreros femeninos. Las aves se mantuvieron también como animales de compañía.
- Exterminio: Fueron cazados en gran número ya que los agricultores los consideraban una plaga, porque para alimentarse visitaban las cosechas y árboles frutales.[7]
- Especies invasoras: probablemente por las abejas.
- Enfermedad: La causa más probable, parece ser que las aves sucumbieron a enfermedades contagiadas por las aves de corral.

## Referencias

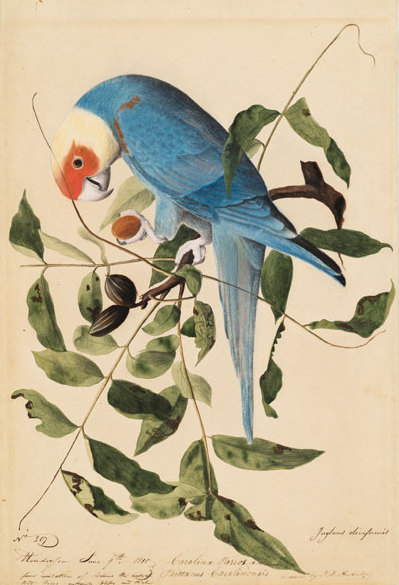
C. c. ludovicianus, posiblemente extinta en 1910.